# سعد رمضان
سعد رمضان مغني لبناني، من مواليد 1 يناير 1987 من قرية برجا التابعة لقضاء الشوف وهو ابن المغنية سوزان غطاس. شارك في برنامج ستار أكاديمي 5 وحصل على المركز الثالث.

## عن حياته
وُلد في قرية برجا الشوف بلبنان، وسط عائلة تمزج بين الموسيقى والحزم، فوالدته السيدة سوزان غطاس ذات الصوت العذب شجعته على تعلم العزف على البيانو، وهي التي غنت معه أغنية «الدني إم» التي أحبها المستمعون كثيراً، والده محمد رمضان مؤهل أول في الجيش اللبناني والذي رباه تربية حازمة يدين لها سعد بالكثير.
بعد انتهاء مرحلة التعليم الثانوي قرر سعد دراسة إدارة الفنادق وخلال عامه الدراسي الثالث قرر للمشاركة في برنامج ستار أكاديمي بنسخته الخامسة وعلى الرغم من معارضة والده الذي طلب منه إنهاء دراسته أولاً، وتفاجأ عندما تم قبوله وشاهده على الشاشة.
حقق سعد جماهرية كبيرة في البرنامج نظراً لصوته المميز، فجمعته صداقة مع كل المشتركين ووصل إلى النهائيات وحصل على المرتبة الثالثة في البرنامج.